# Frank Chamizo
Frank Chamizo Marquez (né le 10 juillet 1992 à Matanzas à Cuba) est un lutteur libre cubain naturalisé italien.

## Biographie
En 2010, il remporte en tant que Cubain la médaille de bronze des moins de 55 kg lors des Championnats du monde de lutte. Peu avant les Jeux olympiques de Londres, il est disqualifié par sa fédération pour avoir dépassé de 300 g son poids.
Sous les couleurs de l'Italie depuis 2015, il remporte la médaille d'argent lors des Jeux européens à Bakou en 2015 en moins de 65 kg. 
Il est sacré champion du monde en 2015 en catégorie des moins de 65 kg. Il change de catégorie en 2017 et devient le premier Italien à conserver un titre mondial lors des Championnats du monde 2017 à Paris, catégorie des moins de 70 kg. Il change à nouveau de catégorie et lors des Championnats d'Europe 2018, il est battu en demi-finale par le Turc Soner Demirtaş, 3-4, mais remporte la médaille de bronze.
Le 1er août 2018, il est classé numéro 1 au monde, dans sa nouvelle catégorie, après sa victoire contre Jordan Burroughs au tournoi Yasar Dogu d’Istanbul.
En avril 2019, il remporte un 3e titre européen, en battant le Français Zelimkhan Khadjiev, dans sa nouvelle catégorie des moins de 74 kg, devenant le premier à avoir remporté dans 3 différentes catégories lors de Championnats d’Europe.
En juin 2019, il donne forfait pour les Jeux européens de 2019 à Minsk, en raison d’un ressentiment musculaire et se préserver pour la suite de la saison.

## Palmarès

### Jeux olympiques
- Médaille de bronze en lutte libre dans la catégorie des moins de 65 kg en 2016 à Rio de Janeiro

### Championnats du monde
- Médaille d'or en lutte libre dans la catégorie des moins de 70 kg en 2017 à Paris
- Médaille d'or en lutte libre dans la catégorie des moins de 65 kg en 2015 à Las Vegas
- Médaille d'argent en lutte libre dans la catégorie des moins de 74 kg en 2019 à Noursoultan
- Médaille de bronze en lutte libre dans la catégorie des moins de 55 kg en 2010 à Moscou

### Championnats d'Europe
- Médaille d'or en lutte libre dans la catégorie des moins de 74 kg en 2020 à Rome
- Médaille d'or en lutte libre dans la catégorie des moins de 74 kg en 2019 à Bucarest
- Médaille d'or en lutte libre dans la catégorie des moins de 70 kg en 2017 à Novi Sad
- Médaille d'or en lutte libre dans la catégorie des moins de 65 kg en 2016 à Riga
- Médaille d'argent en lutte libre dans la catégorie des moins de 74 kg en 2023 à Zagreb
- Médaille d'argent en lutte libre dans la catégorie des moins de 74 kg en 2022 à Budapest
- Médaille de bronze en lutte libre dans la catégorie des moins de 74 kg en 2021 à Varsovie
- Médaille de bronze en lutte libre dans la catégorie des moins de 74 kg en 2018 à Kaspiisk

### Jeux européens
- Médaille d'argent en lutte libre dans la catégorie des moins de 65 kg en 2015 à Bakou

### Jeux méditerranéens
- Médaille d’or en lutte libre dans la catégorie des moins de 74 kg à Tarragone.

### Championnats panaméricains
- Médaille d'or en lutte libre dans la catégorie des moins de 55 kg en 2010 à Monterrey